# Folkoperan

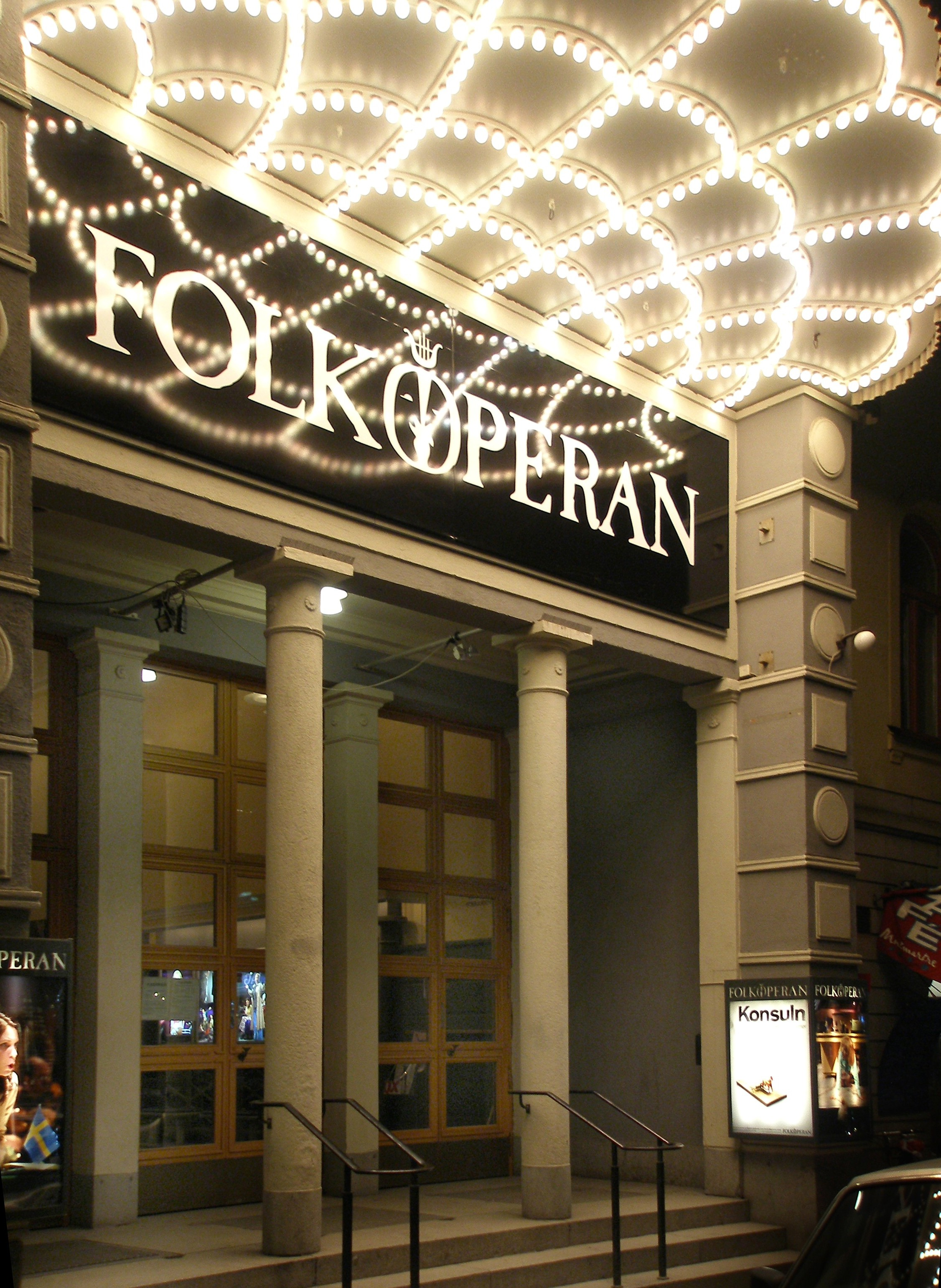
De ingang van Folkoperan.

Folkoperan is een operahuis in Stockholm dat in 1976 door het echtpaar Claes Fellbom en Kerstin Nerbe werd opgericht als tegenhanger van de Koninklijke Opera om opera voor het brede publiek toegankelijk te maken. Het operahuis is sinds 1984 gevestigd aan de Hornsgatan nummer 72 in een voormalig filmtheater. Op deze plek bevond zich voorheen een halle.

## Geschiedenis
Claes Fellbom en Kerstin Nerbe werkten voor het eerst samen voor een productie van Don Carlos op de operaschool in Stockholm. Fellbom was regisseur voor een scène in deze opera en Nerbe begeleidde op piano tijdens de repetities. Ze richtten daarna samen de Folkoperan op als rondreizend gezelschap. Van 1980 tot 1984 huisden ze in een klein filmtheater met plaats voor 170 bezoekers. Dit theater verruilden ze in 1984 voor het gebouw aan de Hornsgatan. In dit oude filmtheater is plaats voor ruim zeshonderd bezoekers. Het gebouw is weliswaar voor de Folkoperan aangepast, maar het is nog steeds ingericht als theater. Er is bijvoorbeeld geen ruimte achter en naast het toneel.